# ويليام بورنس (لاعب كريكت)
ويليام بورنس (بالإنجليزية: William Burns)‏ (29 أغسطس 1883 - 7 يوليو 1916) هو لاعب كريكت بريطاني (وحمل سابقاً جنسية المملكة المتحدة لبريطانيا العظمى وأيرلندا).

## وصلات خارجية
- ويليام بورنس على موقع إي آس بي آن كريك إنفو (الإنجليزية)